# Lusiana
Lusiana (Lusaan in cimbro, San Giacomo di Lusiana in passato) è una frazione del comune italiano di Lusiana Conco, in provincia di Vicenza. Si trova sull'Altopiano dei Sette Comuni.
Già comune autonomo comprendente 6 frazioni, a seguito di un referendum svoltosi nel dicembre 2018, nel febbraio dell'anno seguente è stata perfezionata la fusione col vicino comune di Conco. È il paese natale della politica italo-indiana Sonia Gandhi.

## Origini del nome
Sino agli anni 1950 il paese era noto come San Giacomo (o San Giacomo di Lusiana), mentre con Lusiana ci si riferiva all'intero territorio comunale, ovvero alla vallata che si estende sino a Santa Caterina. Il nome passò in seguito alla frazione capoluogo.
Il toponimo sembra essere un prediale derivato dal personale latino Lucilius o Lusilius con l'aggiunta del suffisso -ana (Luciliana villa).
Una paraetimologia riferita da Gaetano Maccà la avvicina a lucus Dianae "bosco di Diana", sostenendo che vi esistesse una foresta sacra dedicata a quella divinità. A questa tesi allude lo stemma comunale, recante un monte boscoso sovrastato da una mezzaluna (simbolo della dea).

## Storia
Il nome Lusiana appare per la prima volta in un documento del 1297.

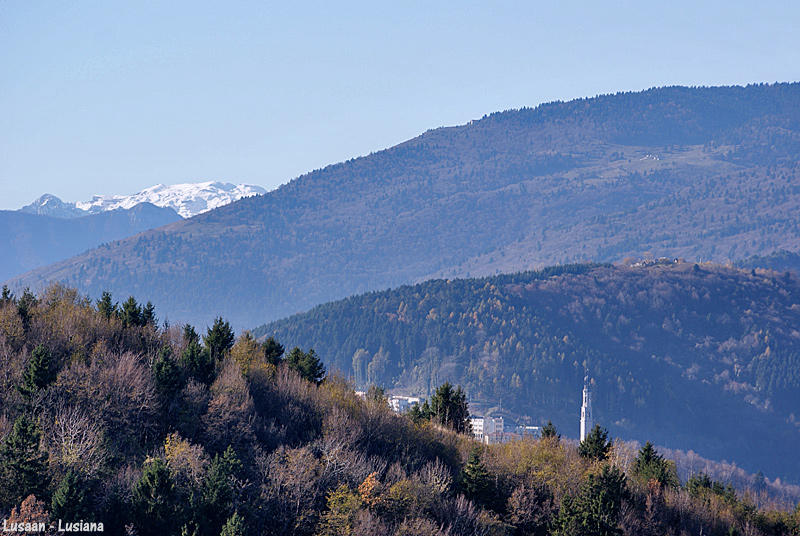
Il campanile di Lusiana tra le foreste meridionali dell'altopiano dei Sette Comuni. Sullo sfondo i monti Forni Alti e Priaforà e, innevata, Cima Palon. In secondo piano il crinale del monte Corno.

Il territorio di Lusiana fu compreso nella storica Federazione dei Sette Comuni e in questo senso rappresentava uno dei tre Comuni maggiori (disponeva cioè, a seguito della sua vasta estensione territoriale, di due voti nelle assemblee e dei due decimi dei proventi e degli oneri della Federazione stessa). A causa della divisione dei beni della Reggenza avvenuta nel 1926 (solo i Comuni di Lusiana e di Asiago si opposero alla spartizione), al Comune di Lusiana relativamente alla zona settentrionale dell'Altopiano dei Sette Comuni spettò anche il territorio di Cima Larici, circa 4 km², e il comprensorio che comprende Malga Galmarara e Malga Zingarella, fino a raggiungere Cima XII, la vetta più alta dell'Altopiano dei Sette Comuni e dell'intera provincia di Vicenza, per un totale di 20,22 km². Questi territori, pur facendo parte del censuario del comune di Asiago, sono soggetti a uso civico per gli abitanti del comune di Lusiana.
Il Vicariato di Lusiana è uno dei vicariati della Diocesi di Padova.

### Prima guerra mondiale

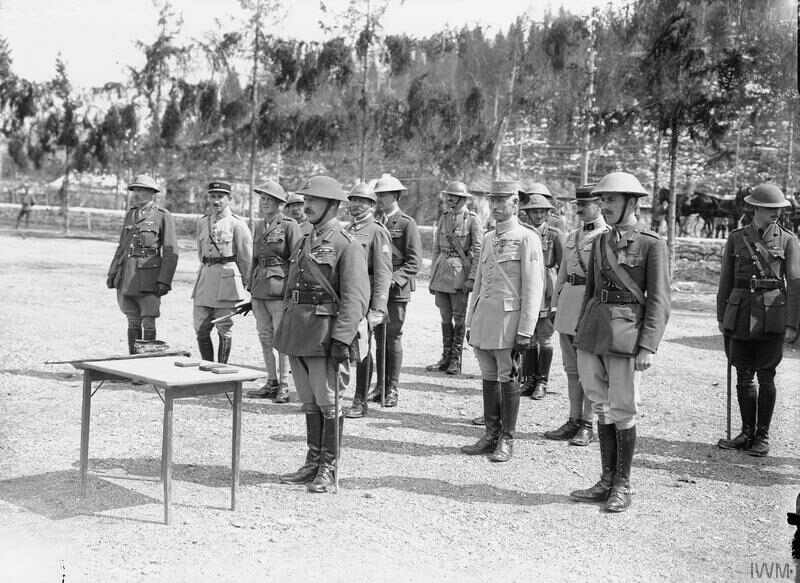
Ufficiali francesi ed inglesi tra cui Frederick Lambart, X conte di Cavan ed il principe di Galles, futuro re Edoardo VIII del Regno Unito a Granezza di Lusiana (luglio 1918) durante un discorso del generale Jean César Graziani.

Il vecchio comune di Lusiana, come tutti gli altri comuni dell'Altopiano, è stato direttamente interessato dagli eventi bellici della prima guerra mondiale. Il territorio attorno ai paesi venne risparmiato dalle distruzioni che interessarono i paesi dell'altopiano collocati più a nord, ma tutta la zona venne fortificata e interessata dal transito di truppe, mezzi, artiglierie e prigionieri da e per la linea del fronte che dopo la rotta di Caporetto si collocherà appena a nord del settore settentrionale di Lusiana. Il territorio del vecchio patrimonio sarà invece teatro di guerra già a partire dal maggio del 1915, vale a dire dall'entrata nel conflitto da parte del Regno d'Italia, successivamente all'Offensiva di Primavera diverrà invece importante zona di retrovia austroungarica.

### Simboli
Lo stemma e il gonfalone di Lusiana erano stati concessi con regio decreto del 9 novembre 1933.
Lo composizione dello stemma civico si rifà alla leggenda secondo la quale il nome di Lusiana deriverebbe da Lucus Dianae ("Bosco di Diana"), in quanto sul Monte Cornione si praticava il culto di questa divinità. È raffigurata la luna crescente sacra a Diana, il monte Cornione e tre abeti che potrebbero simboleggiare le antichi frazioni appartenenti al Comune: San Giacomo, San Donato e Santa Caterina.
Il gonfalone era un drappo di azzurro.

## Monumenti e luoghi d'interesse
Data la sua posizione, Lusiana è un comprensorio turistico soprattutto estivo, non vanno però dimenticate le stazioni invernali di Monte Corno per lo Sci nordico e di Cima Larici per lo Sci alpino.

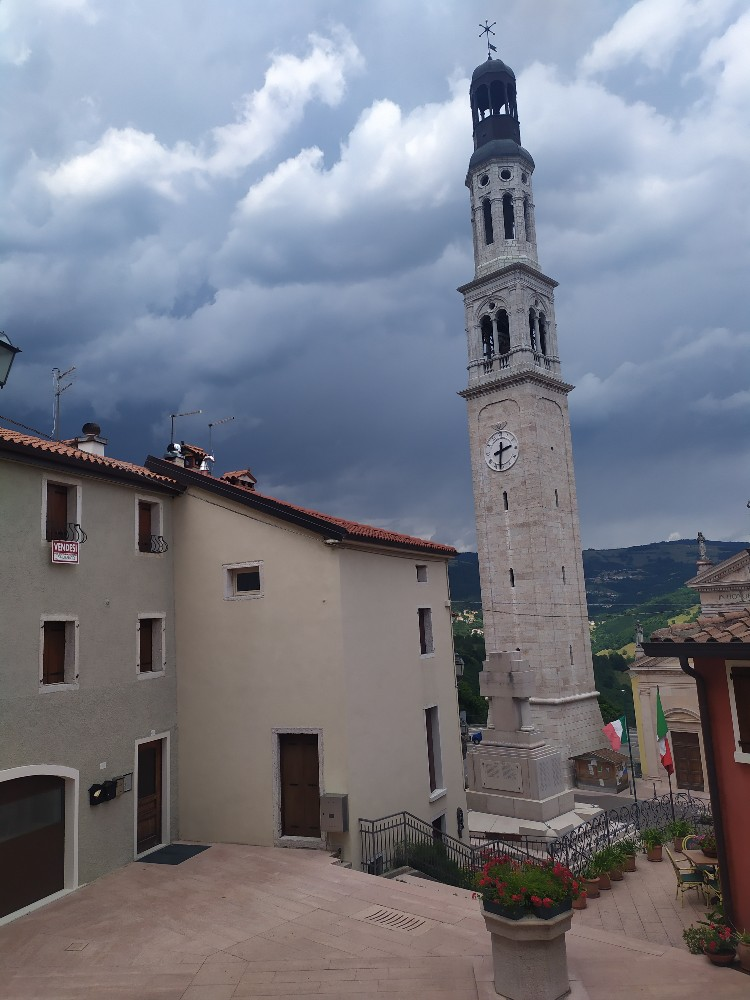
Lusiana centro

Interessanti a livello artistico sono le pale di Jacopo Bassano custodite nelle chiese del capoluogo e della frazione di Santa Caterina, presso la quale è anche conservata una Sacra Spina. La chiesa parrocchiale del capoluogo fu edificata nelle forme attuali tra il XVIII secolo e la prima metà del XIX secolo. Essa è dedicata a San Giacomo. Presso la frazione Piazza Campana si trova invece la seconda più antica campana della provincia di Vicenza. In località Covolo è sita la chiesa di San Donato, edificata nel 1089, nei suoi pressi si trova inoltre il Parco del Sojo, un percorso pedonale in cui sono collocate opere di vari artisti internazionali.

## Società

### Evoluzione demografica
Abitanti censiti

## Geografia antropica
Il territorio dell'ex comune di Lusiana, oltre al capoluogo, è costellato da numerosissime contrade e comprendeva 6 frazioni (Velo, Santa Caterina, Vitarolo, Laverda, Campana e Valle di Sopra).

## Economia
L'economia locale è basata sull'agricoltura, sulle cave di pietra (marmo di Asiago) e sul turismo.

## Amministrazione
Gli ultimi mandati dell'ex comune di Lusiana furono i seguenti:
| Periodo          | Periodo          | Primo cittadino    | Partito                         | Carica  | Note |
| ---------------- | ---------------- | ------------------ | ------------------------------- | ------- | ---- |
| 12 luglio 1985   | 25 giugno 1990   | Lanfranco Pozza    | DC                              | Sindaco |      |
| 25 giugno 1990   | 10 febbraio 1995 | Virgilio Boscardin | indipendente                    | Sindaco |      |
| 10 febbraio 1995 | 24 aprile 1995   | Walter Pozza       | sinistra                        | Sindaco |      |
| 24 aprile 1995   | 14 giugno 2004   | Antonella Corradin | centro-sinistra (liste civiche) | Sindaco |      |
| 14 giugno 2004   | 8 giugno 2009    | Virgilio Boscardin | lista civica                    | Sindaco |      |
| 8 giugno 2009    | 20 febbraio 2019 | Antonella Corradin | centro-sinistra (liste civiche) | Sindaco |      |

### Altre informazioni amministrative
Nel 2006 la popolazione degli otto comuni dell'Altopiano (Asiago, Conco, Enego, Foza, Gallio, Lusiana, Roana e Rotzo) votò a grande maggioranza (94%) a un referendum per il distacco del territorio dalla Regione Veneto e per la successiva aggregazione alla Regione Trentino-Alto Adige. L'anno seguente arrivò il parere negativo da parte sia della provincia di Bolzano che da quella di Trento, mentre il Parlamento, che doveva dare l'esito definitivo, non si espresse mai.
Il 16 dicembre 2018 i cittadini di Lusiana e quelli di Conco hanno votato a un referendum per la nascita del nuovo comune di Lusiana Conco (che è stato istituito nel febbraio 2019 a seguito della fusione dei comuni) con il 74% dei si.